# 빌리브 죽전
빌리브 죽전(영어: VILLIV Jukjeon)은 대한민국 대구광역시 달서구 죽전동에 위치한 아파트다.

## 같이 보기
- 대구광역시의 마천루 목록